# 道达尔能源
道达尔能源（TotalEnergies SE， ：TTE）是一家法国石油公司，為目前世界六大石油公司之一，同时也是欧洲市值最大的公司之一。其经营范围涵盖了整个石油和天然气的产业链，从原油和天然气的勘探开发到发电、运输、炼化、石油产品销售以及国际原油及产品交易。道达尔同时也是一家大规模化学品生产商。该公司总部位于法国巴黎附近的库尔贝瓦拉德芳斯区。

## 历史

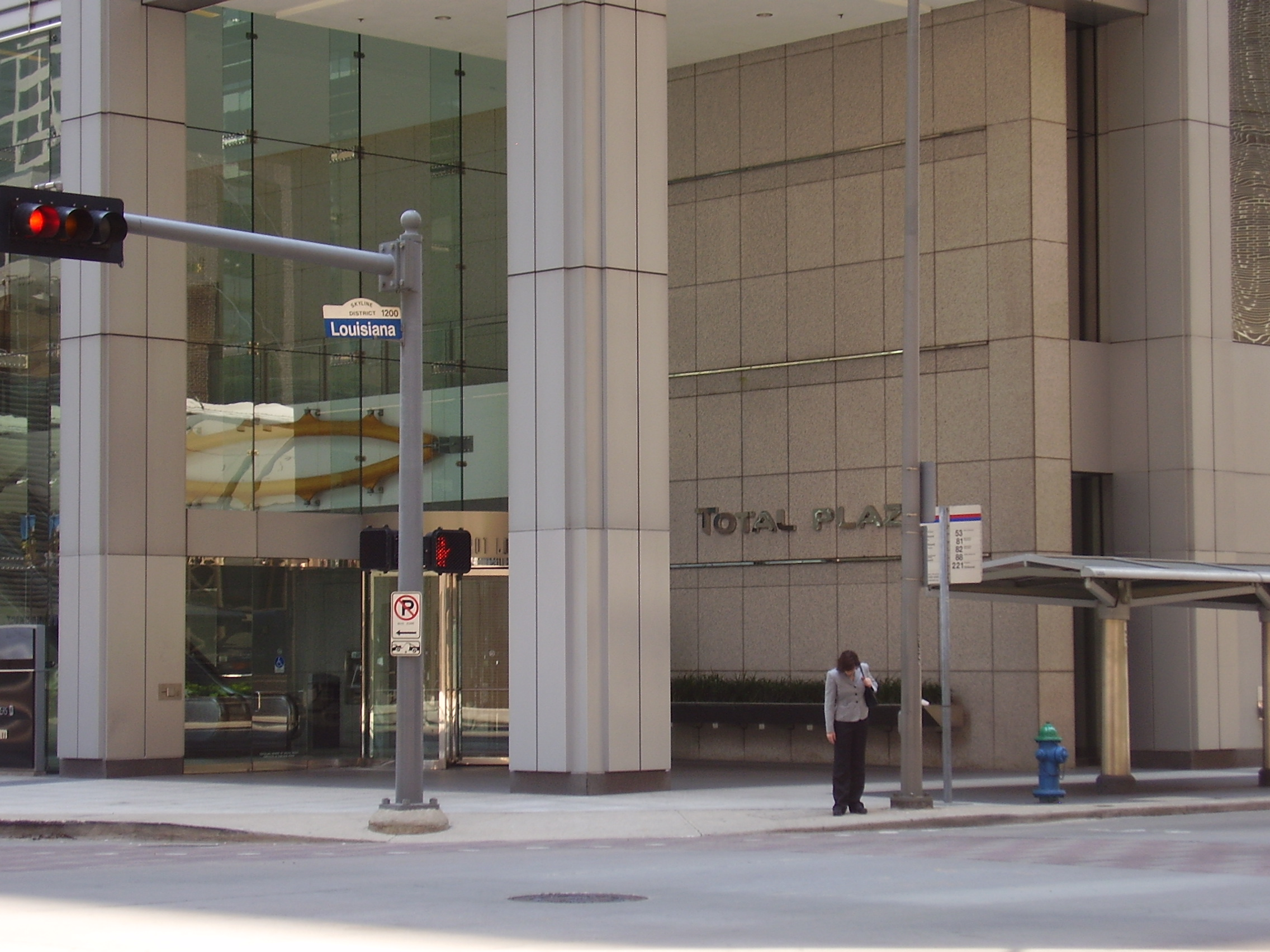
休斯顿市中心区道达尔广场

第一次世界大戰后，法国总理雷蒙·普恩加萊拒绝与另一歐洲石油公司皇家荷兰壳牌合作，決定改為创建一家完全属于法国的石油公司。普恩加萊任命电力工业的专家欧内斯·特梅西耶（Ernest Mercier）上校重建及重組國內的石油產業，建立一家足以成為法國主要石油供應商的公司。特梅西耶争取到90家银行和企业的支持，于1924年3月28日建立了法国石油公司（Compagnie française des pétroles，簡稱CFP）。在一戰後時代，法國一旦和德国再次爆發战争，石油被视为不可或缺的一環。
1920年，根据討論战败国奥斯曼帝国（土耳其）前领地问题的圣雷莫会议（San Remo Conference）的協議，法國政府接收了德意志银行在土耳其石油公司（1929年更名为伊拉克石油公司）25%的股份，作为賠償法国在一战中因德国造成的战争损失。法國政府於1928年將土耳其石油公司約23.75%的股份轉讓予CFP。雖然如此，CFP从一开始就被認為是私营公司，它于1929年在巴黎证券交易所上市。
1930年代，CFP致力於石油勘探和開採，尤其在中東地區。1933年，位於諾曼第的首家煉油廠開始營運。第二次世界大戰之後，CFP將石油勘探的版圖伸展至委內瑞拉、加拿大和非洲。1950年代，其時為法國殖民地的阿爾及利亞逐漸成為石油出口大國，CFP也於1946起在該國開採石油。
1954年，CFP在歐洲和非洲市場推出下游品牌—道达尔（Total）汽油。
1980年，CFP持有50%股份的道达尔石油（北美）有限公司（Total Petroleum (North America) Ltd.）向埃斯馬克集團（Esmark）收購了美國維克斯石油公司（Vickers Petroleum） 的煉油和營銷資產，這筆交易讓CFP在美國20個州份擁有煉油設備、運輸能力和350個加油站。同年，CFP投得中國北部灣的石油開採權，並於1986年起建成潿洲10-3油田；然而，由於產量不高，道達爾於三年後放棄開採權。
由於旗下產品道达尔汽油受歡迎，公司於1985年更名为道达尔 CFP（Total CFP）。1991年，當公司於紐約證券交易所上市時，名字缩减为道达尔。當時法国政府仍然持有公司30%以上的股份，次年降至5%。在1990年至1994年间，公司的外国资本从23%上升到44%。1996年，法国政府持有的股份比率已降至少於1%。1999年在道达尔收购了比利時石油财务公司后，更名为道达尔财务（Total Fina）。它又在2000年收购了亿而富，合并后先取名道达尔财务亿而富，此后又在2003年5月改回道达尔，期間亦公開了現時使用的地球商標。
2004年，其化工部門分裂出來形成了阿科瑪。
道达尔在130多个国家里运营，共有102,168名员工。
2021 年 5 月，該公司將批准其更名為 TotalEnergies，作為其在綠色電力生產方面的投資的預期說明。 2021 年 5 月 28 日，股東投票批准了更名為 TotalEnergies。 

## 高级管理
克里斯多福·德·马热里从2007年2月14日开始成为执行总裁，他的执行总裁职位总年薪是2,746,335欧元，包括1,250,000欧元的薪水和1,496,335欧元的奖金。2014年10月20日，馬熱里的私人飛機於俄羅斯莫斯科伏努科沃國際機場起飛時與除雪車相撞，馬熱里身亡。

## 组织

被稱為“石油巨头”的主要能源公司結構圖。按照最新公佈的收入排序，分別為埃克森美孚、蜆殼、BP、雪佛龍、康菲和道達爾。

### 业务分部

#### 上游
- 勘探开发
- 天然气和电力

#### 下游
- 炼油与销售
- 贸易和航运

#### 化学品
- 道达尔石化
- 化肥
- 树脂，粘合剂和电镀
  - 克雷威利
  - 沙多玛
  - 库克复合材料与聚合物
  - 安美特
  - 波士胶（英语：Bostik）
- 弹性体加工

##### 道达尔润滑油产品
道达尔润滑油产品是其主要商业零售商品，但其润滑油大多基于矿物油精炼和VHVI基础油进行调制，在市场上属于定位低階的产品：
- QUARTZ 9000 快驰9000合成润滑油 VHVI基础油
- QUARTZ 7000 快驰7000半合成润滑油 VHVI+2类加氢异构基础油
- QUARTZ 5000 快驰5000矿物润滑油

## 环境和安全记录
1999年，道达尔發生原油泄漏事故，污染了拉羅歇爾到布列塔尼西端共400公里的海岸，因此被罚款375,000歐元（折合約400,000美元）。罚金相對較少是因为道达尔并不拥有那艘船，因而只负有部分责任。100多个团体和当地政府加入这场诉讼，要求道達爾超过15亿美元的损失补偿，但最後道达尔僅被罚了298,000美元，大部分賠償屬於法国政府、數個环保团体以及各地方政府。道达尔还因为油污污染海洋而被罚款550,000美元。此后，他们试图恢复他们的形象，并在近几年在阿曼馬西拉島开展了一项海龟保护项目。

## 争论

### 缅甸投资
尽管有欧盟对缅甸军事独裁的制裁，道达尔还是能够运营从缅甸到泰国的亚达纳（Yadana）天然气管道。道达尔现在是法国和比利时法院诉讼对象，因其纵容和使用缅甸奴隶來建设那条管道。一套名為《道达尔死不认账》（Total Denial）的紀錄片了这一项目的背景。 非政府机构英国声援缅甸组织（Burma Campaign UK）也举行活动来反对这一项目。

### 意大利受贿
2008年12月16日，道达尔意大利分公司负责人莱昂内尔·勒法（Lionel Levha）和其他10个行政人员在收購巴斯利卡塔油田時涉嫌行賄1,500万欧元，被意大利波坦察檢察官辦公室逮捕。一周遭逮捕的還有当地民主党代表萨尔瓦托·马尔乔塔（Salvatore Margiotta）和一名意大利企业家。  

### 引用
1. 1 2 3 4 5 6 7  . Total.   [2018-01-22]. （原始内容存档于2017-03-23）.
2. ↑  "Total: Main indicators Archive.today的存檔，存档日期2012-09-09." 路透社. 2009-10-15.
3. ↑  《中國油氣田開發志》總編纂委員會. . 石油工業出版社. 2011: 305-352.
4. ↑  Chapter 2 的存檔，存档日期2010-06-15.
5. ↑  . Reuters.com. 2012-09-18  [2013-01-20]. （原始内容存档于2015-09-24）.
6. ↑  . 美股之家. 2021-10-02  [2021-10-03]. （原始内容存档于2021-10-03）.
7. ↑  . BusinessWeek. McGraw-Hill.   [2009-09-07]. （原始内容存档于2020-10-16）.
8. ↑  . Forbes.com. Forbes.   [2009-09-07]. （原始内容存档于2010-02-13）.
9. ↑   .   [2014-10-21]. （原始内容存档于2014-10-21）.
10. ↑  . 國際紐約時報. 2008-01-16  [2018-01-22]. （原始内容存档于2008-10-07） （英语）.
11. ↑  . 2008-08-21  [2018-01-22]. （原始内容存档于2021-03-24） （英语）.
12. ↑  .   [2011-12-08]. （原始内容存档于2007-09-23）.
13. ↑  . il Giornale. 2008-12-16  [2008-12-16]. （原始内容存档于2008-12-17） （意大利语）.
14. ↑  . La7. 2008-12-16  [2008-12-16]. （原始内容存档于2008-12-17） （意大利语）.